# Pericyma turbida
Pericyma turbida är en fjärilsart som beskrevs av Butler 1876. Pericyma turbida ingår i släktet Pericyma och familjen nattflyn. Inga underarter finns listade i Catalogue of Life.